# Ctenus blumenauensis
Ctenus blumenauensis este o specie de păianjeni din genul Ctenus, familia Ctenidae, descrisă de Strand, 1909. Conform Catalogue of Life specia Ctenus blumenauensis nu are subspecii cunoscute.